# ستوده فروتن

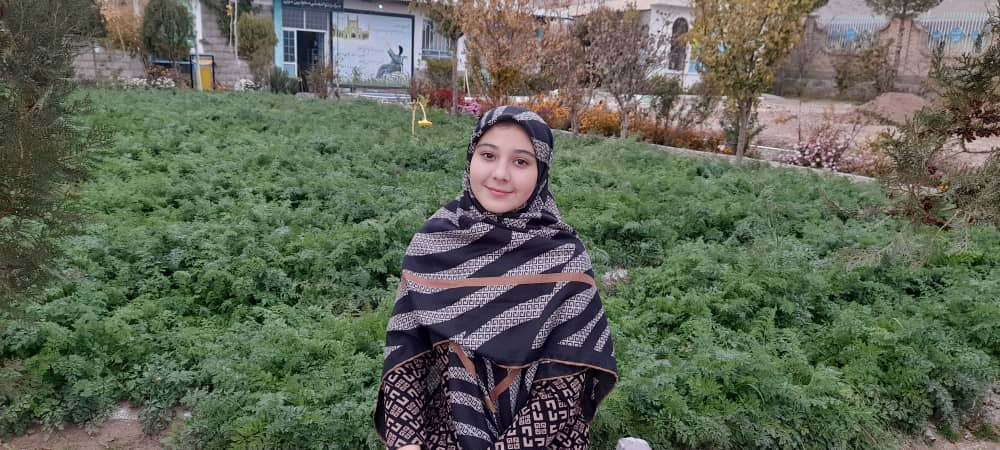
ستوده فروتن، دانش‌آموز ۱۵ ساله هراتی در فهرست ۲۵ زن تأثیرگذار جهان روزنامه معتبر «فایننشل تایمز» در سال ۲۰۲۱ قرار گرفته‌است.

ستوده فروتن فعال و دانش‌آموز اهل هرات، افغانستان است. او در سال ۲۰۲۱ در فهرست ۲۵ زن تأثیرگذار جهان روزنامهٔ فایننشال تایمز قرار گرفت.

## زندگی‌نامه
ستوده در سال ۱۳۸۵ شمسی در هرات، در یک خانواده تحصیل‌یافته متولد شد. در سال ۱۳۹۱ وارد کلاس اول ابتدایی شد. او از اول کودکی پیش از این که محصل شود، استعداد بسزایی در شعر خوانی و سخنرانی داشت. در این چند سال اخیر در برنامه مختلف تلویزیونی نیز حضور گسترده و فعال دارد.
وی در سال ۱۳۹۶ در همکاری با بنیاد خیریه نبی الرحمت، به صورت رسمی به تدریس در کلاس‌های فن سخنرانی و سواد آموزی پرداخت.
بزرگ‌ترین برنامه این دانش‌آموز هراتی «جشن مهربانی‌ها» است که سالانه با اشتراک ۲ هزار کودک در هرات برگزار می‌شود.
در سال ۱۳۹۷ به شبکه تلویزیونی خصوصی الغیاث، به عنوان مجری برنامه کودک، پیوست.
همچنان به عنوان رضاکار با بنیاد خیریه پیر هرات همکار است.